# Olympische Sommerspiele 1924/Leichtathletik – Speerwurf (Männer)

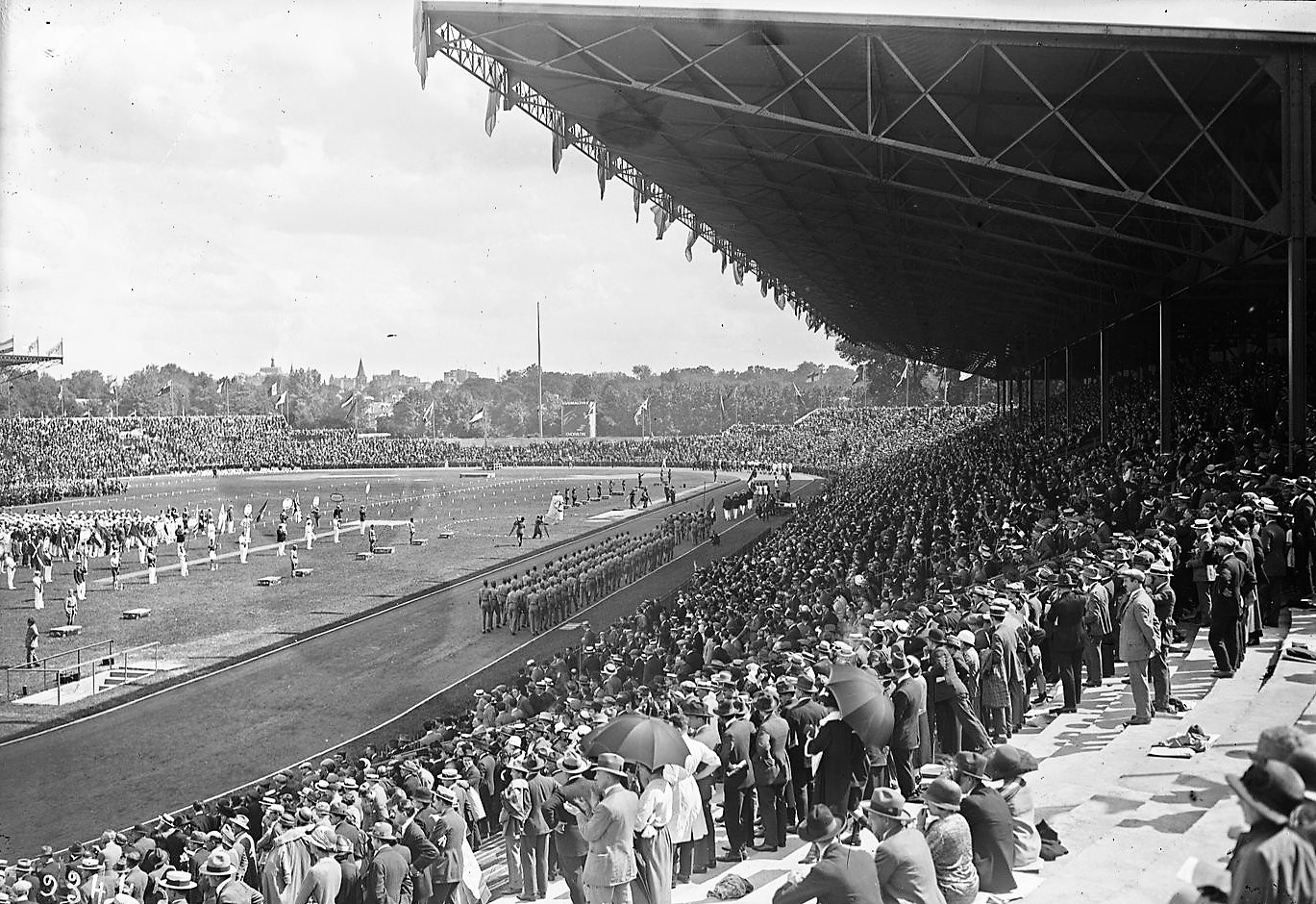
Das Olympiastadion während der Eröffnungszeremonie

Der Speerwurf der Männer bei den Olympischen Spielen 1924 in Paris wurde am 6. Juli 1924 ausgetragen. 29 Athleten nahmen daran teil.
Wie bereits bei den letzten Spielen 1920 gewann der finnische Weltrekordinhaber Jonni Myyrä die Goldmedaille. Zweiter und damit Silbermedaillengewinner wurde der Schwede Gunnar Lindström, Bronze ging an den US-Athleten Eugene Oberst.

## Bestehende Rekorde
| Weltrekord         | 66,10 m | Jonni Myyrä ( Finnland) | Stockholm, Schweden   | 25. August 1919 |
| Olympischer Rekord | 65,78 m | Jonni Myyrä ( Finnland) | OS Antwerpen, Belgien | 15. August 1920 |

Der bestehende olympische Rekord wurde bei diesen Spielen um 2,82 m verfehlt.

## Durchführung des Wettbewerbs
Die Athleten absolvierten am 6. Juli eine Qualifikationsrunde in zwei Gruppen. Für das Finale, das am selben Tag stattfand, qualifizierten sich die sechs besten Werfer – hellblau unterlegt – aus diesen beiden Gruppen. Dabei gingen die im Vorkampf erzielten Weiten mit in das Endresultat ein.

## Qualifikation
Datum: 6. Juli 1924

### Gruppe 1

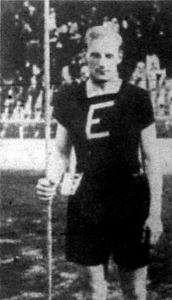
Lajos Csejthey – ausgeschieden mit 54,86 m in Qualifikationsgruppe 1

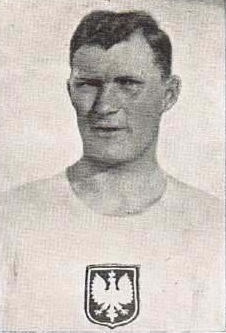
– ausgeschieden mit 46,00 m in Qualifikationsgruppe 1

| Platz | Name                   | Nation           | Weite   | Anmerkung |
| ----- | ---------------------- | ---------------- | ------- | --------- |
| 1     | Gunnar Lindström       | Schweden         | 60,81 m |           |
| 2     | Jonni Myyrä            | Finnland         | 59,30 m |           |
| 3     | Eugene Oberst          | USA              | 57,98 m |           |
| 4     | Yrjö Ekqvist           | Finnland         | 56,15 m |           |
| 5     | Lajos Csejthey         | Ungarn           | 54,86 m |           |
| 6     | Lee Priester           | USA              | 54,51 m |           |
| 7     | Hugo Lilliér           | Schweden         | 52,95 m |           |
| 8     | Georgios Zacharopoulos | Griechenland     | 51,17 m |           |
| 9     | Willy Seewald          | Brasilien        | 49,39 m |           |
| 10    | Taki N'Dio             | Frankreich       | 48,92 m |           |
| 11    | Ciré Samba             | Frankreich       | 48,65 m |           |
| 12    | Jock Dalrymple         | Großbritannien   | 46,92 m |           |
| 13    | Willi Moser            | Schweiz          | 46,80 m |           |
| 14    | Sławosz Szydłowski     | Polen            | 46,00 m |           |
| NM    | Jiří Svoboda           | Tschechoslowakei | k. A.   |           |

### Gruppe 2
| Platz | Name                       | Nation             | Weite   | Anmerkung |
| ----- | -------------------------- | ------------------ | ------- | --------- |
| 1     | William Neufeld            | USA                | 56,96 m |           |
| 2     | Erik Blomqvist             | Schweden           | 56,15 m |           |
| 3     | Urho Peltonen              | Finnland           | 55,66 m |           |
| 4     | Pekka Johansson            | Finnland           | 55,10 m |           |
| 5     | Taka Gangué                | Frankreich         | 54,65 m |           |
| 6     | Homer Whelchel             | USA                | 52,98 m |           |
| 7     | Carlo Clemente             | Königreich Italien | 52,95 m |           |
| 8     | Arvīds Ķibilds             | Lettland           | 50,15 m |           |
| 9     | Aleksander Klumberg        | Estland            | 49,61 m |           |
| 10    | Hans Wipf                  | Schweiz            | 48,57 m |           |
| 11    | Emmanuel Degland           | Frankreich         | 48,57 m |           |
| 12    | Mór Kóczán                 | Tschechoslowakei   | 48,39 m |           |
| 13    | Henri Dauban de Silhouette | Großbritannien     | 44,70 m |           |
| 14    | Victor Pickard             | Kanada             | 46,59 m |           |

In der Qualifikationsgruppe 2 ausgeschiedene Speerwerfer:

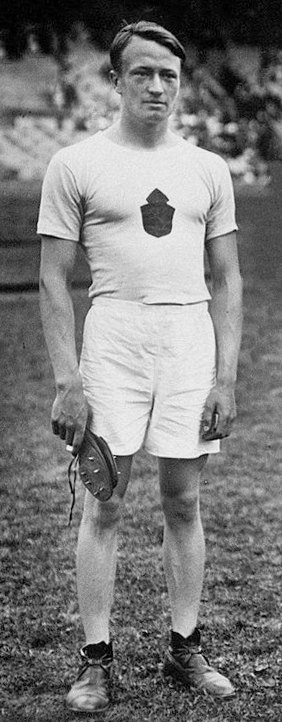
Urho Peltonen – 55,66 m
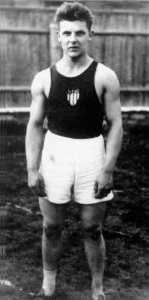
Aleksander Klumberg 49,61 m
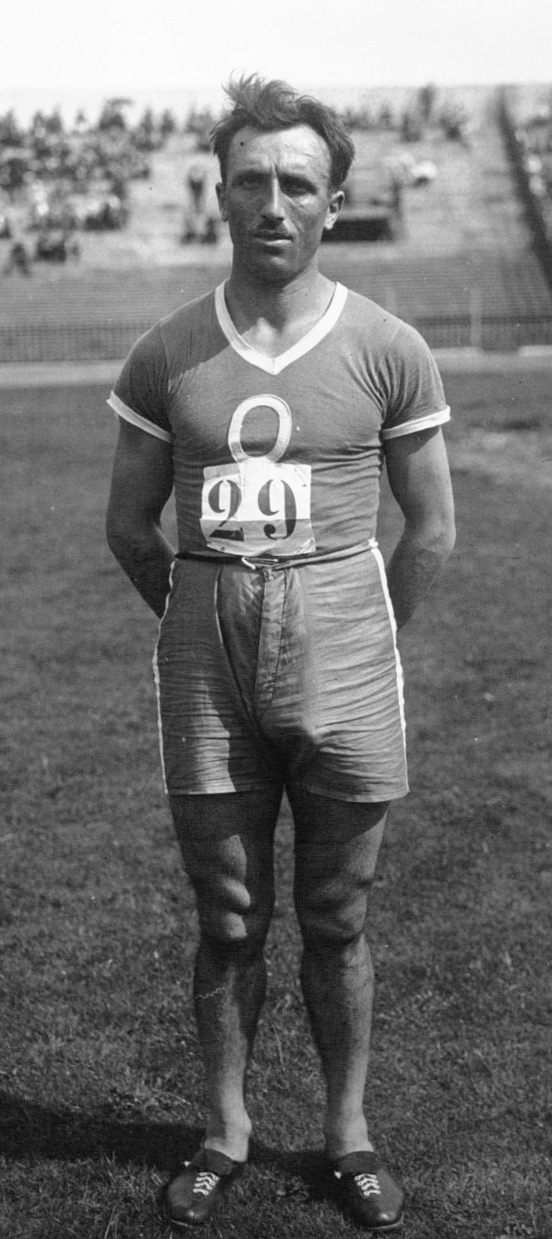
Emmanuel Degland – 48,57 m
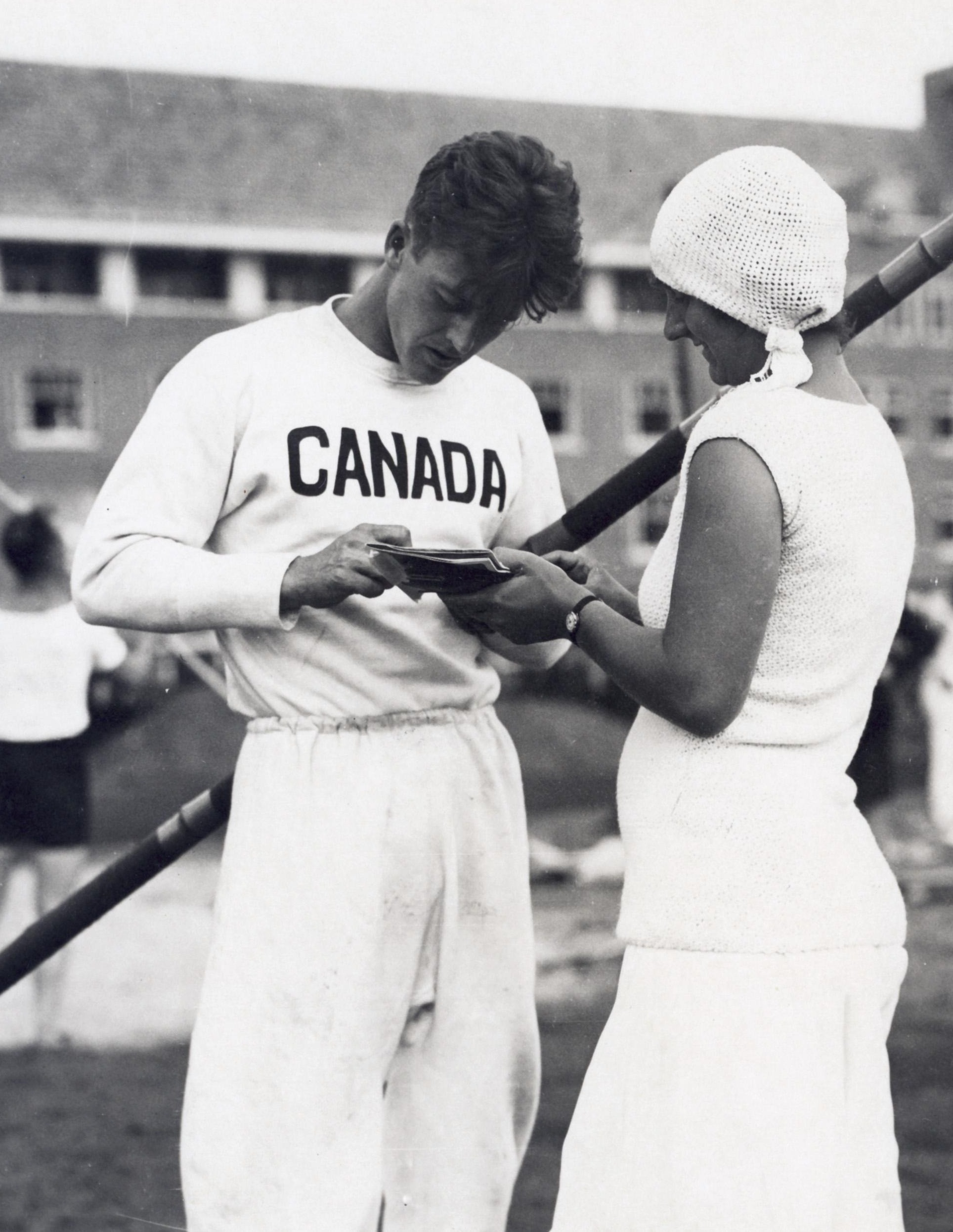
Victor Pickard (in einer Aufnahme von 1928) – 46,59 m

## Finale

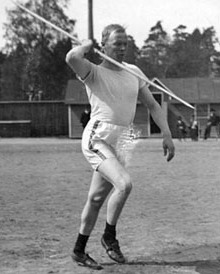
Olympiasieger Jonni Myyrä

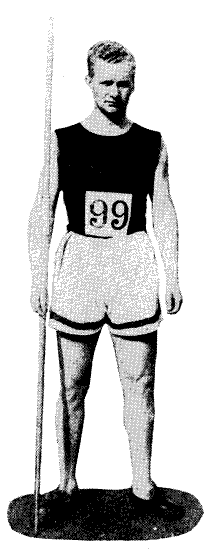
Gunnar Lindström gewann Silber

Datum: 6. Juli 1924
| Platz | Name             | Nation   | Resultat | Qualifikationsweite | Finalweite                   |
| ----- | ---------------- | -------- | -------- | ------------------- | ---------------------------- |
| 1     | Jonni Myyrä      | Finnland | 62,96 m  | 59,30 m             | 62,96 m                      |
| 2     | Gunnar Lindström | Schweden | 60,92 m  | 60,81 m             | 60,92 m                      |
| 3     | Eugene Oberst    | USA      | 58,35 m  | 57,98 m             | 58,35 m                      |
| 4     | Yrjö Ekqvist     | Finnland | 57,56 m  | 56,15 m             | 57,56 m                      |
| 5     | William Neufeld  | USA      | 56,96 m  | 56,96 m             | keine Verbesserung im Finale |
| 6     | Erik Blomqvist   | Schweden | 56,85 m  | 56,15 m             | 56,85 m                      |

## Endstand
| Platz | Name                       | Nation             | Resultat |
| ----- | -------------------------- | ------------------ | -------- |
| 01    | Jonni Myyrä                | Finnland           | 62,96 m  |
| 02    | Gunnar Lindström           | Schweden           | 60,92 m  |
| 03    | Eugene Oberst              | USA                | 58,35 m  |
| 04    | Yrjö Ekqvist               | Finnland           | 57,56 m  |
| 05    | William Neufeld            | USA                | 56,96 m  |
| 06    | Erik Blomqvist             | Schweden           | 56,85 m  |
| 07    | Urho Peltonen              | Finnland           | 55,66 m  |
| 08    | Pekka Johansson            | Finnland           | 55,10 m  |
| 09    | Lajos Csejthey             | Ungarn             | 54,86 m  |
| 10    | Taka Gangué                | Frankreich         | 54,65 m  |
| 11    | Lee Priester               | USA                | 54,51 m  |
| 12    | Homer Whelchel             | USA                | 52,98 m  |
| 13    | Hugo Lilliér               | Schweden           | 52,95 m  |
| 14    | Carlo Clemente             | Königreich Italien | 52,95 m  |
| 15    | Georgios Zacharopoulos     | Griechenland       | 51,17 m  |
| 16    | Arvīds Ķibilds             | Lettland           | 50,15 m  |
| 17    | Aleksander Klumberg        | Estland            | 49,61 m  |
| 18    | Willy Seewald              | Brasilien          | 49,39 m  |
| 19    | Taki N'Dio                 | Frankreich         | 48,92 m  |
| 20    | Ciré Samba                 | Frankreich         | 48,65 m  |
| 21    | Hans Wipf                  | Schweiz            | 48,57 m  |
| 22    | Emmanuel Degland           | Frankreich         | 48,57 m  |
| 23    | Mór Kóczán                 | Tschechoslowakei   | 48,39 m  |
| 24    | Jock Dalrymple             | Großbritannien     | 46,92 m  |
| 25    | Willi Moser                | Schweiz            | 46,80 m  |
| 26    | Sławosz Szydłowski         | Polen              | 46,00 m  |
| 27    | Henri Dauban de Silhouette | Großbritannien     | 44,70 m  |
| 28    | Victor Pickard             | Kanada             | 46,59 m  |
| NM    | Jiří Svoboda               | Tschechoslowakei   | k. A.    |

Die Leistungen im Speerwurf reichten nicht an das Niveau der letzten Olympischen Spiele heran. Sechs Werfer hatten in Antwerpen die 60-Meter-Marke übertroffen, hier in Paris waren es nur zwei. Im Finale traten zwei US-Amerikaner, zwei Finnen und zwei Schweden gegeneinander an. Jonni Myyrä wiederholte seinen Olympiasieg von 1920 mit 62,96 m und bezwang damit den Mitfavoriten Gunnar Lindström. der 60,92 m erzielte. Im Oktober des Olympiajahres gelang Lindström dann mit 66,62 m ein neuer Weltrekord. Die Bronzemedaille gewann der US-Amerikaner Eugene Oberst, dies war die erste olympische Medaille für einen US-Amerikaner im Speerwurf.

## Video
- The Olympic Games in Paris, 1924 (1925 Documentary), youtube.com, Bereich: 25:47 min bis 26:47 min, abgerufen am 6. Juni 2021